# 河底乡 (绥德县)
河底乡是中国陕西省榆林市绥德县下辖的一个乡。

## 行政区划
河底乡下辖以下行政区：
河底村、沟口村、吴家渠村、福乐坪村、王山村、王庄村、碌碡峁村、逯家山村、枣山村、前峁村、后峁村、杜家坡村、枣要村、花石畔村、子房沟村、西沟村、渠里村、后店村、康家畔村、团五咀村